# Lancaster Memorial

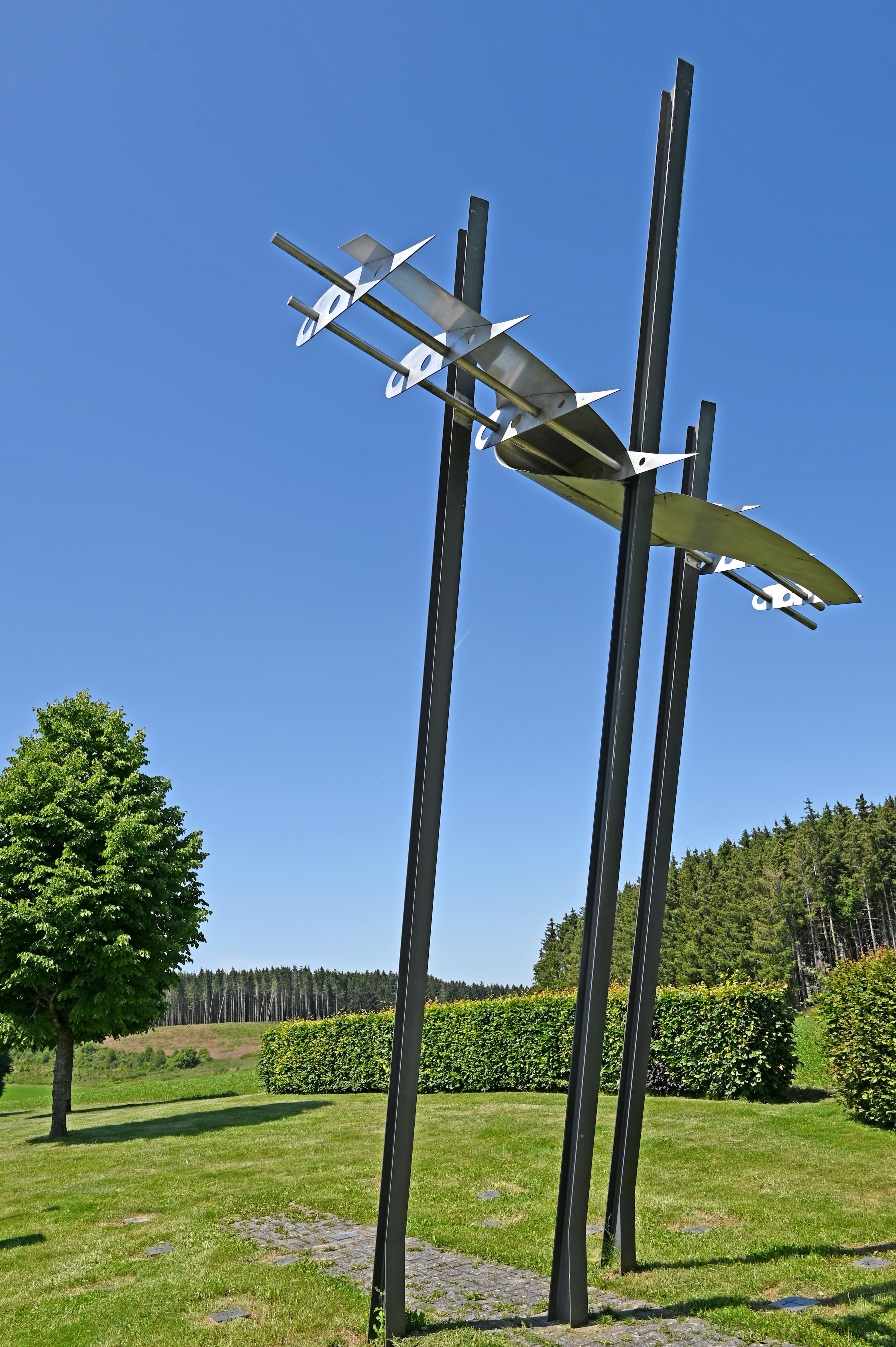
Lancaster Memorial

De Lancaster Memorial is een oorlogsmonument in Weiswampach in Luxemburg. Het monument staat in het oosten van de gemeente tegen de grens van België aan de weg naar Ouren.

## Geschiedenis
In de nacht van 12 op 13 augustus 1944 werden tijdens de Tweede Wereldoorlog twee Avro Lancasters neergehaald waarbij 13 mannen om het leven kwamen en een gevangen werd genomen door de Duitsers.  Nr.61 Squadron-Avro Lancaster 1 ME 596 QR-H: Taylor G.M.+, Burnside G.K.+, Nevin A.F.+, Meek J., Adair S.+, Goulding W.+, Scrimsaw C.C.+ Nr.75 Squadron-Avro Lancaster 1 HK 564 AA-P: Mulcahy C.D.+, Parker R.R.+, Hazard W.F.+, Thomson E.I.+, Elvin W.+, Johnston H.D.+, Wright J.H.+
In 2004 werd zestig jaar na het gebeuren een herdenkingsmonument opgericht.